# 無人島に生きる十六人
『無人島に生きる十六人』（むじんとうにいきるじゅうろくにん）は、航海専門家の須川邦彦による日本の海洋冒険譚。1899年（明治32年）に中川倉吉（のちに東京高等商船学校教官）が体験した遭難と漂流、そして流れ着いた無人島での生存譚を須川が記した。
月刊少年雑誌『少年倶楽部』に1941年（昭和16年）10月から翌年10月まで海洋事実物語として連載された作品（挿画:北宏二）で、最初の単行本は1943年（昭和18年）に「少国民の日本文庫」の一冊として発行され、その年の野間文芸奨励賞を受賞した。
2022年4月に良知真次の総合演出、大野裕之の脚本・演出による舞台『無人島に生きる十六人』が上演された。

## 物語
1899年（明治32年）、千島列島と内地とを結ぶ帆船である龍睡丸は、海が氷に閉ざされる期間の船舶の有効活用として、太平洋に新規資源開拓に駆り出されるが、これが同年5月20日にミッドウェー近海のパールアンドハーミーズ環礁にて座礁する。
乗員である16名は環礁の小島にたどり着き、そこで他船による救助を希望に、文明から断絶された生活基盤を固めていく。

## 物語の舞台
座礁・沈没した龍睡丸の乗員の16名が流れ着いたのはパールアンドハーミーズ環礁であり、この中でも体験内容の「本部島」に最も近い形状の島はサウスイースト島とされている。サウスイースト島は小島であるが、ハワイモンクアザラシやウミガメ、アホウドリが生息している。

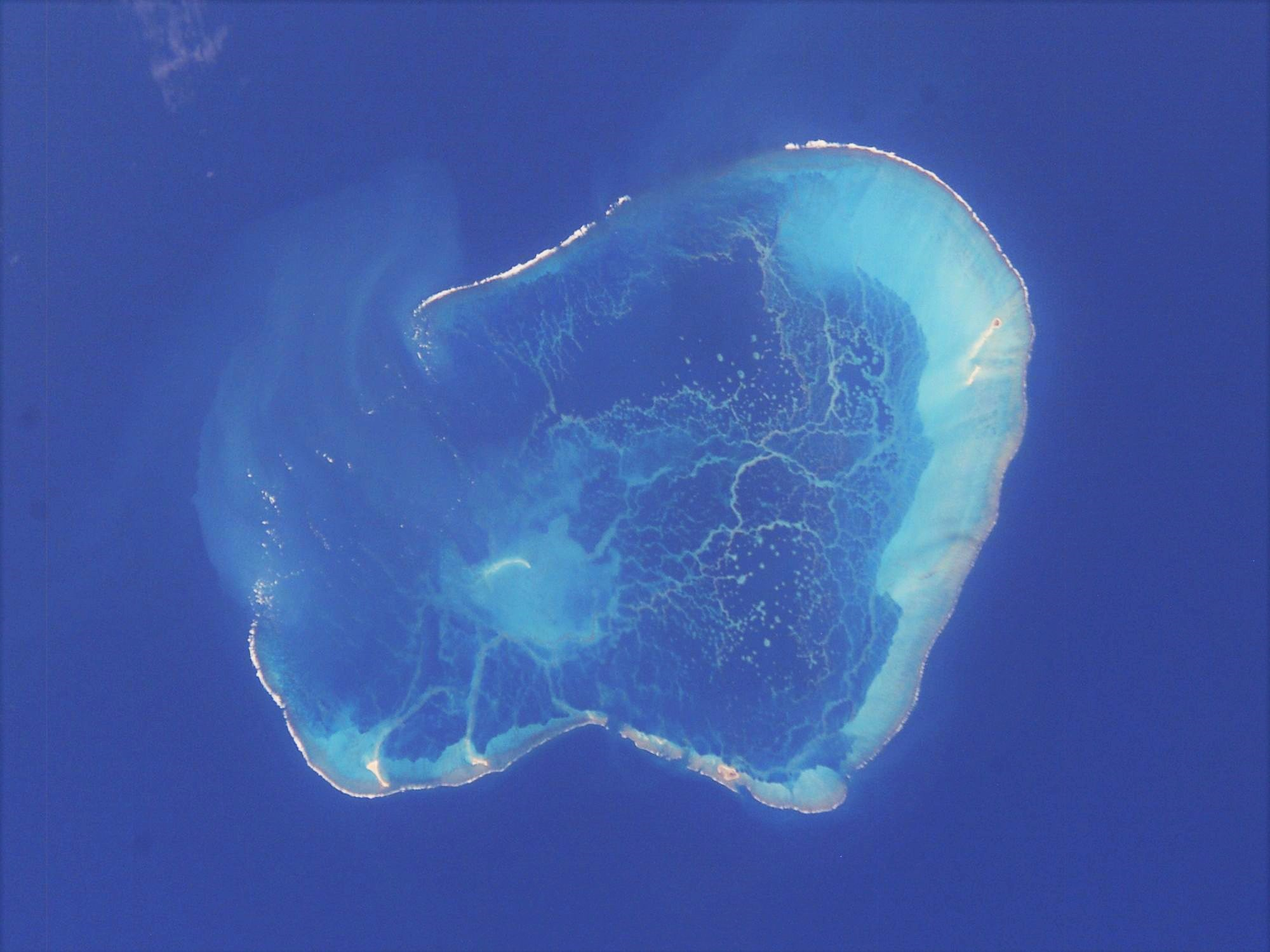
パールアンドハーミーズ環礁
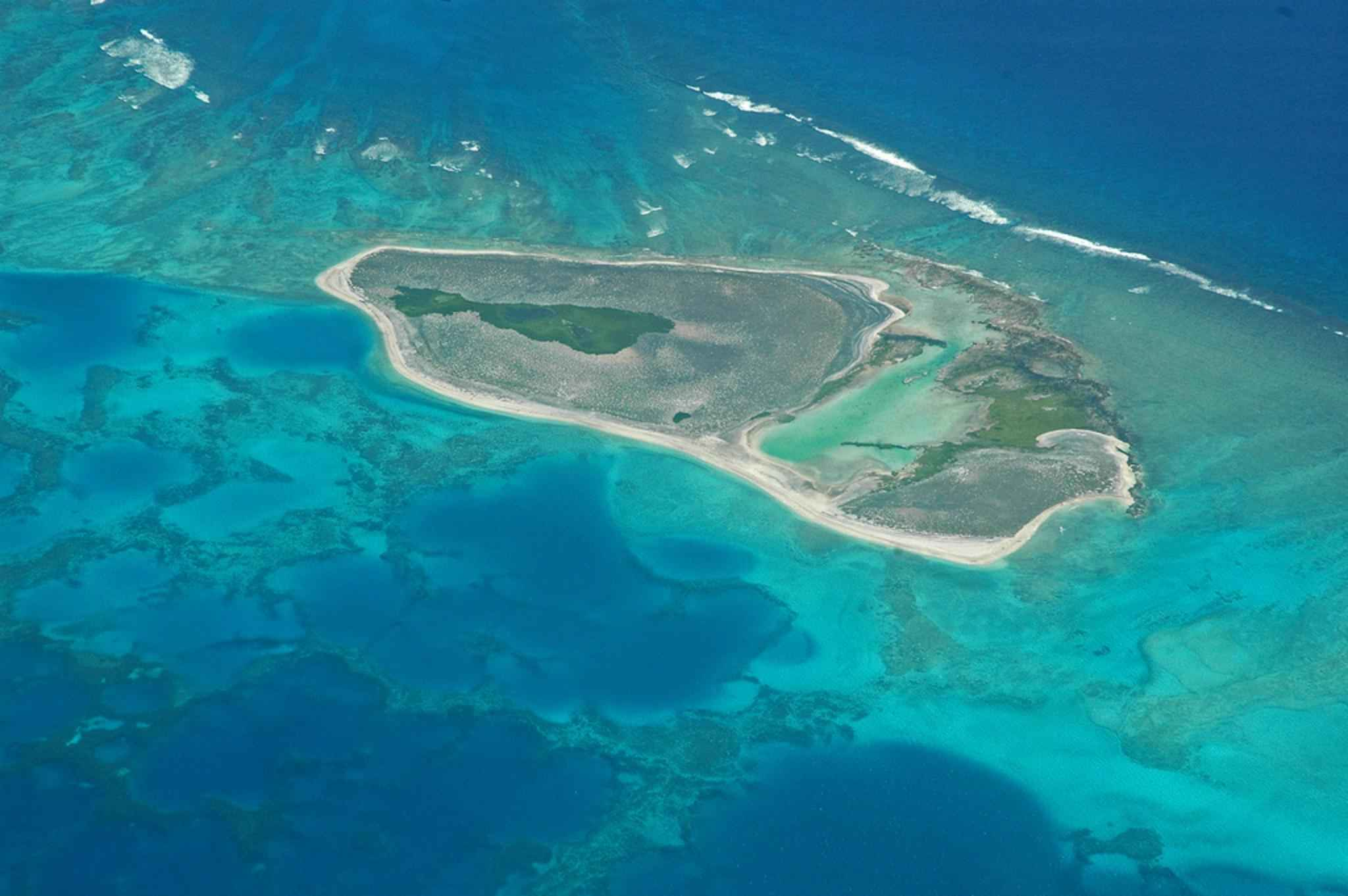
サウスイースト島（本部島）
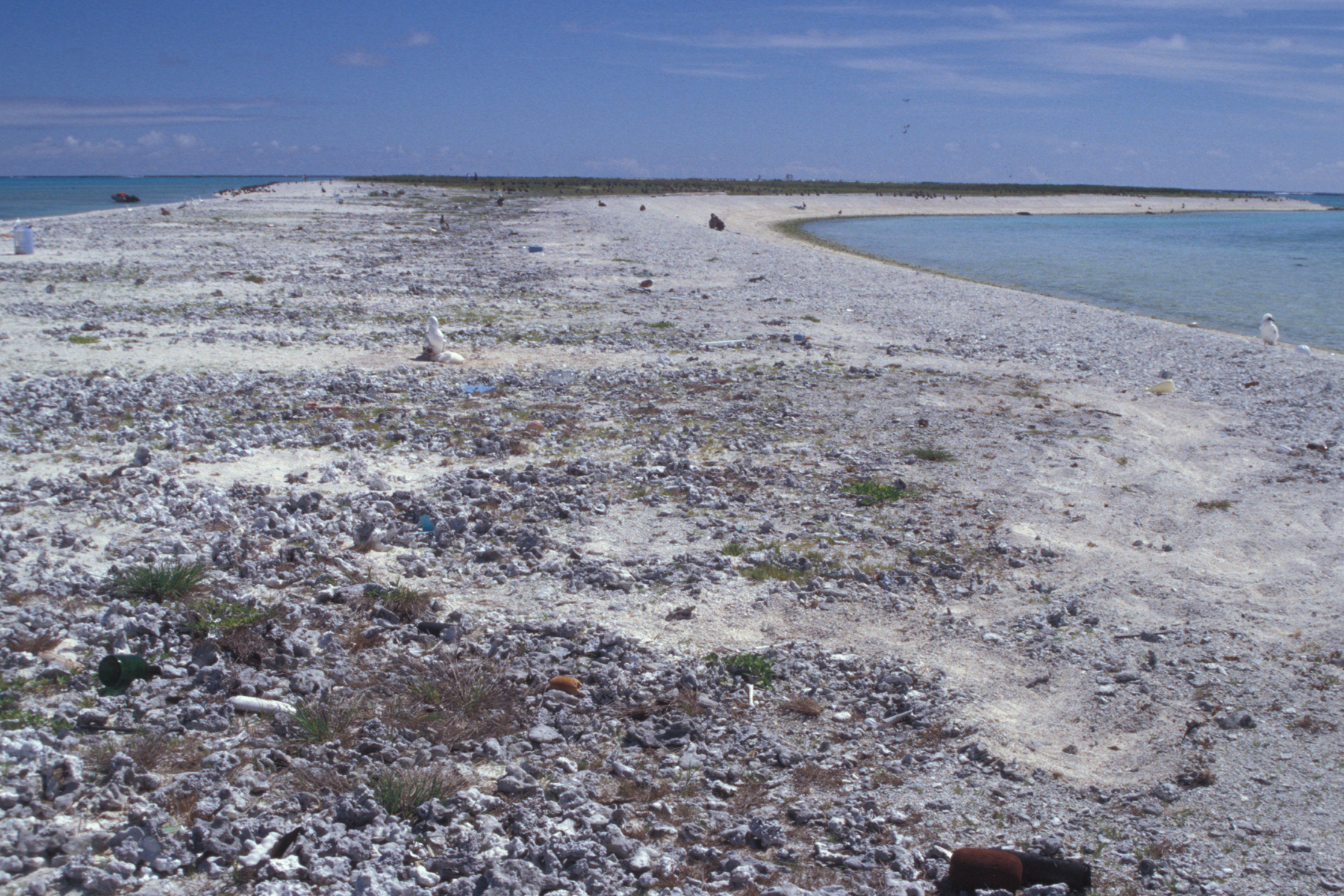
島の様子
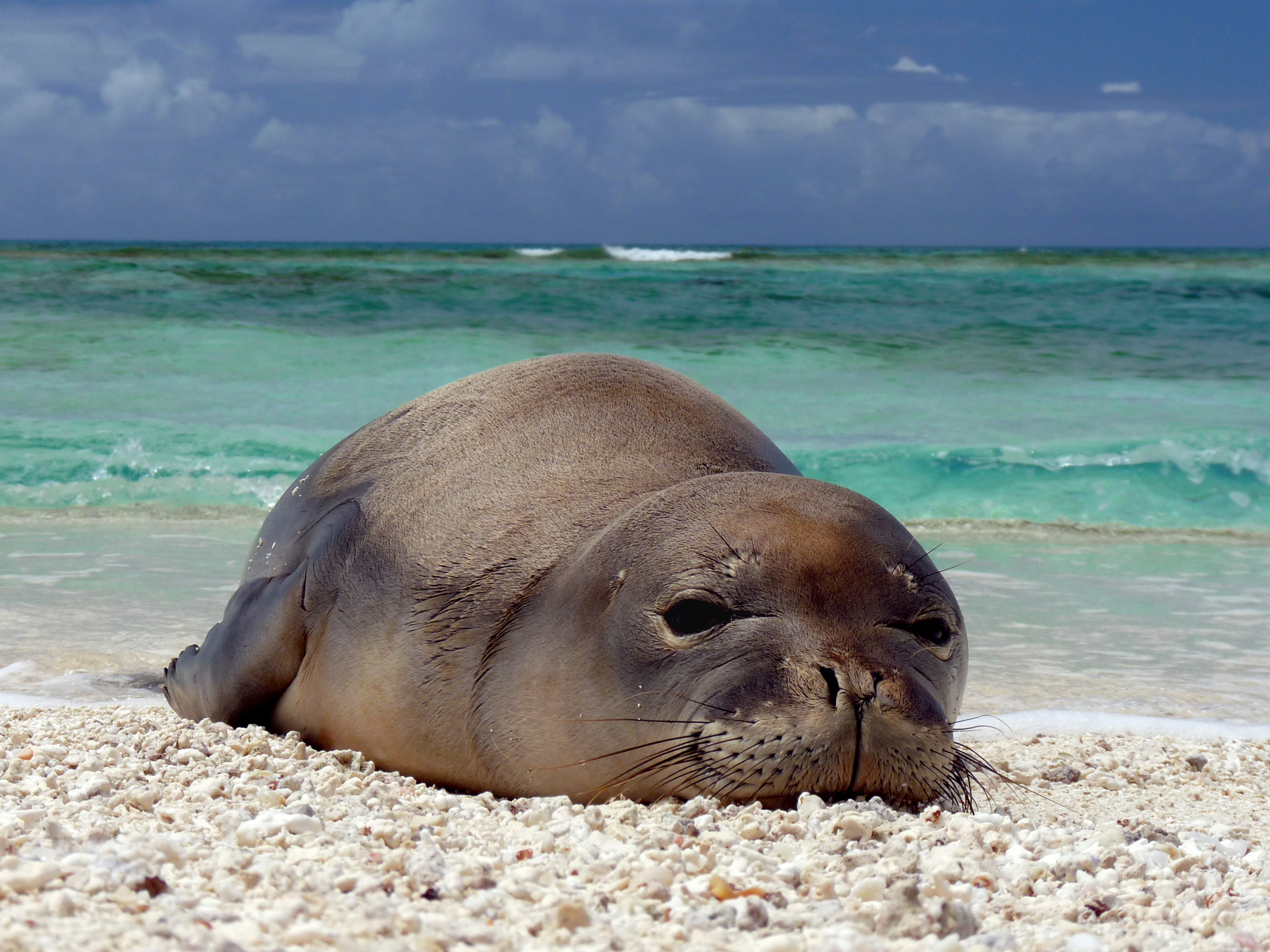
生息するアザラシ
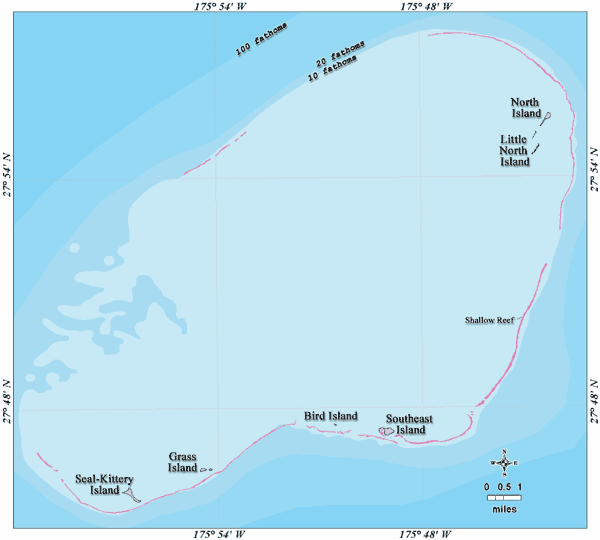
環礁の全体図

## 龍睡丸漂流記
『無人島に生きる十六人』は実際に起きた出来事を元にしており、本書とは別にこの漂流記を取り上げたものとして明治33年に雑誌『少年世界』に連載された「漂流顛末龍睡丸」（事実談）（武田櫻桃筆記）がある。この連載は明治36年には『探検実話　龍睡丸漂流記』（著作兼発行人大道寺謙吉、共昌社）として刊行され、1994年には『出にっぽん記 : 明治の冒険者たち』（ゆまに書房）の第11巻に収録された|ref1=。

### 登場人物
16名
船長
中川倉吉
運転士
榊原作太郎（榊原作郎）
運転見習
松村鈷一
国府孝作
川口磊三
信澤與一郎
池本善太郎（池本善郎）
水夫長
安岡丑五郎
漁業長
鈴木孝吉郎
漁夫
高崎和平
浅沼文八
小笠原島住民
ウ井リヤムエレン（ウ井リヤム、イレン）
ケレツプウエブ
シヨ子ーウエブ
練習生
藤田堪太郎
東野長作

## 評価
椎名誠が新潮社の編集者にこの本の話をしたことをきっかけに、2003年に新潮文庫の1冊として刊行された。椎名誠の選ぶ漂流記のベスト1であると評価している。

### 受賞
- 「野間文芸奨励賞」受賞 - 1943年（昭和18年）[7]

## 出版物
- 『無人島に生きる十六人』大日本雄弁会講談社〈少国民の日本文庫〉、1943年6月。全国書誌番号:20997829。NCID BA42023811
- 『無人島に生きる十六人』講談社、1946年。全国書誌番号:45017459
- 『海洋冒険物語 無人島に生きる十六人』大日本雄弁会講談社、1948年10月。全国書誌番号:20535898
- 『海洋冒険物語 無人島に生きる十六人』松田穣絵、講談社北海道支社、1948年10月。全国書誌番号:45012641
- 『無人島に生きる十六人』村上松次郎絵、講談社〈少年少女評判読物選集 8〉、1952年2月。全国書誌番号:45037883。NCID BN0953370X
- 『無人島に生きる十六人』中村英夫絵、講談社〈少年少女講談社文庫 C-2〉、1972年7月。全国書誌番号:45001338
- 『無人島に生きる十六人』新潮社〈新潮文庫〉、2003年7月。全国書誌番号:20421926。ISBN 9784101103211。NCID BA62681013
- 『無人島に生きる十六人』フロンティアニセン〈フロンティア文庫 79〉、2005年4月。全国書誌番号:20968235。ISBN 9784861970788
- 英語版 Sixteen Stranded on a Desert Island、翻訳者 Ben Bentley-Taylor, Yoriko Takasaku （2019年10月 Takasaku Translations）、ISBN 9781697014051

## 公演

### 舞台「無人島に生きる十六人」
- 上演期間：2022年4月15日 - 4月24日[8][9]
- 場所：こくみん共済 coop ホール / スペース・ゼロ[8][10]
- 脚本・演出：大野裕之[8][10]
- 作曲：鎌田雅人[8][10]
- 総合演出・振付：良知真次[8][10]

#### キャスト（舞台）
- 国後孝夫：櫻井圭登[8][10]
- 範多ウィリアム：校條拳太朗[8][10]
- 小川仁太郎：松田岳[8][10]
- 浅野達之助：井阪郁巳[8][10]
- 父島ケレップ：田淵累生[8][10]
- 川口雷蔵：小坂涼太郎[8][10]
- 榊原作太郎：反橋宗一郎[8][10]
- 秋田康成：佐伯亮[8][10]
- 杉田傳：前田隆太朗[8][10]
- 鈴木孝吉郎：稲葉光[8][10]
- 高崎和平：穴沢裕介[8][10]
- 信澤与一：吉川大貴[8][10]
- 池本善太郎：寺島レオン[8][10]
- 小笠原チャールズ：柳瀬大輔[8][10]
- 杉田丑五郎：加藤靖久[8][10]
- 中川倉吉：中村誠治郎[8][10]

### 音楽劇「無人島に生きる十六人」
上記の舞台を音楽劇として再演。
- 上演期間：2025年1月25日 - 2月2日[11][12]
- 場所：日本青年館ホール[11][12]
- 脚本：大野裕之[11][12]
- 演出・振付：良知真次[11][12]
- 作曲：鎌田雅人[11][12]

#### キャスト（音楽劇）
- 国後孝夫 - 髙橋颯（WATWING）[11][12]、福本大晴[11][12]　※Wキャスト
- 範多ウィリアム - 鈴木勝吾[11][12]
- 小川仁太郎 - 神永圭佑[11][12]
- 父島ケレップ - 安里勇哉（TOKYO流星群）[11][12]
- 川口雷蔵 - 小野健斗[11][12]
- 浅野達之助 - 富園力也[11][12]
- 秋田康成 - 飯島颯（SUPER★DRAGON）[11][12]
- 杉田傳 - DION[11][12]
- 信澤与一 - 添田陵輔（世が世なら!!!）[11][12]
- 高崎和平 - 浅野郁哉[11][12]
- 池本善太郎 - 寺島レオン[11][12]
- 榊原作太郎 - 岡田亮輔[11][12]
- 鈴木孝吉郎 - 飯田寅義[11][12]
- 杉田丑五郎 - 加藤靖久[11][12]
- 小笠原チャールズ - 柳瀬大輔[11][12]
- 中川倉吉 - 良知真次[11][12]